# Diogenesia
Diogenesia és un gènere de plantes fanerògames que pertanyen a la família de les ericàcies (Ericaceae).

## Descripció
El gènere Diogenesia són arbustos o arbres petits. Les flors en raïms, pedicels llargs i prims. El calze és continu amb el pedicel, cupuliforme a la base i truncat a l'àpex, 5 lòbuls; corol·la, urceolada, acampanulada, blanca, amb 5 lòbuls reflexos. Conté 10 estams, igual de llarg que el tub de la corol·la, amb filaments curts, túbuls igual de llarg que les teques. L'ovari és ínfer, 5 carpels, 5 loculars. Baia.

## Distribució
La seva distribució nativa és l'oest d'Amèrica del Sud fins a Veneçuela.

## Taxonomia
El gènere va ser descrit per Hermann Otto Sleumer i publicat a Notizblatt des Botanischen Gartens und Museums zu Berlin-Dahlem 12(112): 121, a l'any 1934. L'espècie tipus és: Diogenesia octandra.

## Espècies acceptades
Comprèn 14 espècies descrites del gènere Diogenesia acceptades fins al juny de 2024, ordenades alfabèticament. Per a cadascuna s'indica el nom binomial seguit de l'autor, abreujat segons les convencions i usos.
- Diogenesia alstoniana	Sleumer
- Diogenesia amplectens	(Sleumer) Sleumer
- Diogenesia andina	(A.C.Sm.) Sleumer
- Diogenesia antioquiensis	Luteyn	Actual.
- Diogenesia boliviana (Britton) Sleumer
- Diogenesia caudata (Sleumer) Sleumer
- Diogenesia floribunda	(A.C.Sm.) Sleumer
- Diogenesia gracilipes	(A.C.Sm.) Sleumer
- Diogenesia laxa (A.C.Sm.) Sleumer
- Diogenesia octandra Sleumer	Notizbl.
- Diogenesia oligantha (A.C.Sm.) Sleumer
- Diogenesia racemosa (Herzog) Sleumer
- Diogenesia tetrandra (A.C.Sm.) Sleumer
- Diogenesia vargasiana	Sleumer